# Păltiniș (Sibiu)
Păltiniș (em alemão: Hohe Rinne; em húngaro: Szebenjuharos) é uma estância de montanha e de esqui no distrito de Sibiu, região histórica da Transilvânia, Roménia. Situada na serra de Cindrel, 32 km a noroeste da cidade de Sibiu, a 1 440 metros de altitude, é a mais alta e mais antiga estância de esqui da Roménia. Foi fundada em 1894 pela Sociedade Carpatiana Transilvana (Siebenbuergischer Karpatenverein), uma coletividade de saxões da Transilvânia.
A estância encontra-se numa área de floresta de coníferas e é popular tanto no inverno (há neve durante seis meses) como no verão, sobretudo pelas rotas de trekking. A estância tem vários hotéis, chalés e villas (quatro delas da altura da fundação da estância), além de numerosos restaurantes e bares. Na entrada da estância há um mosteiro ortodoxo romeno.
A estância é administrada pelo município de Sibiu apesar de se encontrar em território que não é contíguo com a cidade.